# Abraxas dzungarica
Abraxas dzungarica là một loài bướm đêm trong họ Geometridae.